# Jorge Moreira
Jorge Luis Moreira Ferreira (Villarrica, Paraguay; 1 de febrero de 1990) es un futbolista paraguayo. Juega como lateral derecho en Resistencia S. C.  de la Primera División de Paraguay.

## Trayectoria

### Inicios
Luego de debutar en el Club 2 de Mayo, pasa al Club Libertad en el año 2010, donde consigue varios títulos locales.

### River Plate
Por su buen rendimiento en Libertad, en 2016, se dio su transferencia al Club Atlético River Plate de Argentina, club donde consiguió adaptarse rápidamente, logrando ser titular en casi todos los partidos, en su primer año con el club argentino obtiene su primer título a nivel internacional, la Recopa Sudamericana 2016 y también la Copa Argentina.
Marcó su primer gol con el equipo "millonario" en la victoria de River 2 a 1 frente a Emelec en Guayaquil, partido correspondiente a la fase de grupos de la Copa Libertadores 2017.
Por el plano local, Jorge marcó su segundo gol con la camiseta de River el 1 de junio de 2017, enfrentando como visitante a Atlético Tucumán por el partido postergado de la fecha 22 del Campeonato de Primera División 2016-17, con un gran remate a los 41 segundos de comenzado el cotejo, poniendo así el 1 a 0. El partido lo terminaría ganando River por 3 a 0.
En diciembre de 2017, fue intervenido por una lesión en el tendón rotuliano de la rodilla de su pierna derecha y estuvo fuera de las canchas ocho meses.

### Portland Timbers
En febrero de 2019 es prestado a Portland Timbers hasta diciembre de 2019. El préstamo fue renovado por 1 temporada más, y al finalizar el mismo regresó a River.

### Regreso a River Plate
Luego de su retorno en agosto de 2020 a River Plate, Marcelo Gallardo no lo ha tenido en cuenta y solo jugó dos partidos. El 30 de junio de 2021 finalizó su contrato y quedó libre. Actualmente se recupera de una lesión en la rodilla y no volverá a jugar hasta 2022 donde analizara ofertas para su futuro en el futbol.

### 12 de Octubre
Tiempo después de anunciar su retiro de la práctica profesional. Las redes sociales del club 12 de Octubre Football Club anunciaron al futbolista como nuevo refuerzo después de que estuviese entrenandose por su cuenta durante 8 meses.

## Estadísticas

### Clubes
- Actualizado hasta el 28 de noviembre de 2020.

| Club | Div.                | Temporada           | Liga  | Liga  | Liga   | Copas Nacionales (1) | Copas Nacionales (1) | Copas Nacionales (1) | Copas Internacionales (2) | Copas Internacionales (2) | Copas Internacionales (2) | Total | Total | Total  |
| Club | Div.                | Temporada           | Part. | Goles | Asist. | Part.                | Goles                | Asist.               | Part.                     | Goles                     | Asist.                    | Part. | Goles | Asist. |
| --- | ------------------- | ------------------- | ----- | ----- | ------ | -------------------- | -------------------- | -------------------- | ------------------------- | ------------------------- | ------------------------- | ----- | ----- | ------ |
| 2 de Mayo Paraguay | 1.ª                 | 2009                | 18    | 2     | 2      | -                    | -                    | -                    | -                         | -                         | -                         | 18    | 2     | 2      |
| 2 de Mayo Paraguay | Total club          | Total club          | 18    | 2     | 2      | -                    | -                    | -                    | -                         | -                         | -                         | 18    | 2     | 2      |
| Libertad Paraguay | 1.ª                 | 2010                | 22    | 2     | 3      | -                    | -                    | -                    | 7                         | 0                         | 0                         | 29    | 2     | 3      |
| Libertad Paraguay | 1.ª                 | 2011                | 17    | 0     | 0      | -                    | -                    | -                    | 1                         | 0                         | 0                         | 18    | 0     | 0      |
| Libertad Paraguay | 1.ª                 | 2012                | 21    | 1     | 0      | -                    | -                    | -                    | 0                         | 0                         | 0                         | 21    | 1     | 0      |
| Libertad Paraguay | 1.ª                 | 2013                | 29    | 1     | 0      | -                    | -                    | -                    | 16                        | 0                         | 1                         | 45    | 1     | 1      |
| Libertad Paraguay | 1.ª                 | 2014                | 33    | 1     | 0      | -                    | -                    | -                    | 6                         | 0                         | 0                         | 39    | 1     | 0      |
| Libertad Paraguay | 1.ª                 | 2015                | 31    | 0     | 0      | -                    | -                    | -                    | 11                        | 0                         | 0                         | 42    | 0     | 0      |
| Libertad Paraguay | 1.ª                 | 2016                | 23    | 1     | 0      | -                    | -                    | -                    | 0                         | 0                         | 0                         | 23    | 1     | 0      |
| Libertad Paraguay | Total club          | Total club          | 176   | 6     | 5      | -                    | -                    | -                    | 41                        | 0                         | 1                         | 217   | 6     | 5      |
| River Plate Argentina | 1.ª                 | 2016-17             | 25    | 1     | 3      | 7                    | 0                    | 0                    | 6                         | 1                         | 0                         | 38    | 2     | 3      |
| River Plate Argentina | 1.ª                 | 2017-18             | 4     | 0     | 0      | 2                    | 0                    | 2                    | 3                         | 0                         | 0                         | 9     | 0     | 2      |
| River Plate Argentina | 1.ª                 | 2018-19             | 8     | 0     | 0      | 0                    | 0                    | 0                    | 1                         | 0                         | 0                         | 9     | 0     | 0      |
| River Plate Argentina | 1.ª                 | 2020                | 0     | 0     | 0      | 2                    | 0                    | 0                    | 0                         | 0                         | 0                         | 2     | 0     | 0      |
| River Plate Argentina | 1.ª                 | 2021                | 0     | 0     | 0      | 0                    | 0                    | 0                    | 0                         | 0                         | 0                         | 0     | 0     | 0      |
| River Plate Argentina | Total club          | Total club          | 37    | 1     | 3      | 11                   | 0                    | 2                    | 10                        | 1                         | 0                         | 58    | 2     | 5      |
| Portland Timbers Estados Unidos | 1.ª                 | 2019                | 27    | 2     | 2      | 4                    | 1                    | 0                    | 0                         | 0                         | 0                         | 31    | 3     | 2      |
| Portland Timbers Estados Unidos | 1.ª                 | 2020                | 1     | 0     | 0      | 0                    | 0                    | 0                    | 0                         | 0                         | 0                         | 1     | 0     | 0      |
| Portland Timbers Estados Unidos | Total club          | Total club          | 28    | 2     | 2      | 4                    | 1                    | 0                    | 0                         | 0                         | 0                         | 32    | 3     | 2      |
| Total en su carrera | Total en su carrera | Total en su carrera | 259   | 11    | 12     | 15                   | 1                    | 2                    | 51                        | 1                         | 1                         | 325   | 13    | 15     |
| (1) Las copas nacionales se refiere a la Copa Argentina, Supercopa Argentina, U.S. Open Cup y Copa Diego Armando Maradona (2) Las copas internacionales se refiere a la Copa Sudamericana, Copa Libertadores, Recopa Sudamericana, Liga de Campeones de la Concacaf y Mundial de Clubes. |                     |                     |       |       |        |                      |                      |                      |                           |                           |                           |       |       |        |

### Selección
- Actualizado hasta el 11 de octubre de 2017.

| Selección            | Año                  | Amistosos | Amistosos | Amistosos | Elminatorias | Elminatorias | Elminatorias | Mundial | Mundial | Mundial | Total | Total | Total |
| Selección            | Año                  | PJ        | G         | A         | PJ           | G            | A            | PJ      | G       | A       | PJ    | G     | A     |
| -------------------- | -------------------- | --------- | --------- | --------- | ------------ | ------------ | ------------ | ------- | ------- | ------- | ----- | ----- | ----- |
| Sub-20 Paraguay      | 2010                 | 0         | 0         | 0         | -            | -            | -            | 3       | 0       | 0       | 3     | 0     | 0     |
| Sub-20 Paraguay      | Total                | 0         | 0         | 0         | -            | -            | -            | 3       | 0       | 0       | 3     | 0     | 0     |
| Absoluta Paraguay    | 2010                 | 2         | 0         | 0         | -            | -            | -            | -       | -       | -       | 2     | 0     | 0     |
| Absoluta Paraguay    | 2014                 | 3         | 0         | 0         | -            | -            | -            | -       | -       | -       | 3     | 0     | 0     |
| Absoluta Paraguay    | 2015                 | 3         | 0         | 1         | -            | -            | -            | -       | -       | -       | 3     | 0     | 1     |
| Absoluta Paraguay    | 2016                 | 0         | 0         | 0         | 5            | 0            | 1            | -       | -       | -       | 5     | 0     | 1     |
| Absoluta Paraguay    | 2017                 | 0         | 0         | 0         | 4            | 0            | 0            | -       | -       | -       | 4     | 0     | 0     |
| Absoluta Paraguay    | Total                | 8         | 0         | 1         | 9            | 0            | 1            | -       | -       | -       | 17    | 0     | 2     |
| Total en selecciones | Total en selecciones | 8         | 0         | 1         | 9            | 0            | 1            | 3       | 0       | 0       | 20    | 0     | 2     |

### Resumen estadístico
| Competición           | Partidos | Goles | Promedio | Asistencias | Promedio |
| --------------------- | -------- | ----- | -------- | ----------- | -------- |
| Primera División      | 238      | 10    | 0,04     | 9           | 0,04     |
| Copas nacionales      | 9        | 0     | 0,00     | 2           | 0,22     |
| Copas Internacionales | 51       | 1     | 0,02     | 1           | 0,02     |
| Selección Paraguaya   | 17       | 0     | 0,00     | 2           | 0,16     |
| Paraguay Sub-20       | 3        | 0     | 0,00     | 0           | 0,00     |
| TOTAL                 | 311      | 10    | 0,03     | 14          | 0,04     |

## Selección nacional
Fue parte de la selección paraguaya sub-20 que compitió en la Copa Mundial de Fútbol Sub-20 de 2009 en Egipto.
En la selección absoluta fue convocado para las Eliminatorias Sudamericanas 2014, Eliminatorias Sudamericanas 2018 y para varios partidos amistosos.

## Palmarés

### Campeonatos nacionales
| Título                       | Club             | Sede           | Año    |
| ---------------------------- | ---------------- | -------------- | ------ |
| Primera División de Paraguay | Libertad         | Paraguay       | C-2010 |
| Primera División de Paraguay | Libertad         | Paraguay       | C-2012 |
| Primera División de Paraguay | Libertad         | Paraguay       | A-2014 |
| Primera División de Paraguay | Libertad         | Paraguay       | C-2014 |
| Primera División de Paraguay | Libertad         | Paraguay       | A-2016 |
| Copa Argentina               | River Plate      | Argentina      | 2016   |
| Copa Argentina               | River Plate      | Argentina      | 2017   |
| MLS is Back                  | Portland Timbers | Estados Unidos | 2020   |

### Campeonatos internacionales
| Título              | Club        | Sede         | Año  |
| ------------------- | ----------- | ------------ | ---- |
| Recopa Sudamericana | River Plate | Buenos Aires | 2016 |
| Copa Libertadores   | River Plate | Madrid       | 2018 |